# Joodtrifluoride
Joodtrifluoride is een anorganische verbinding met de formule {\displaystyle {\ce {IF3}}}. Het is een gele vaste stof die boven −28 °C ontleedt. Het is mogelijk de stof uit de elementen te synthetiseren, maar de omstandigheden moeten goed in de hand gehouden worden: joodpentafluoride ({\displaystyle {\ce {IF5}}}) wordt makkelijk gevormd.

## Synthese
F2 reageert met I2 bij −45 °C in CCl3F waarbij {\displaystyle {\ce {IF3}}} gevoermd wordt. Een alternatieve syntheseroute, ook bij lage temperatuur gaat uit van {\displaystyle {\ce {I2}}} en {\displaystyle {\ce {XeF2}}} (xenondifluoride).

## Structuur van het molecuul
De structuur van {\displaystyle {\ce {IF3}}} lijkt sterk op die van broomtrifluoride, het vormt elektronisch gezien ook een trigonale bipiramide, met twee fluor-atomen op de toppen van de piramides en een in het equatoriale vlak. De andere twee equatoriale posities worden ingenomen door vrije elektronenparen.
Als alleen naar de atomen gekeken wordt heeft het molecuul het model van een "T".